# ウィーンフィル・ニューイヤーコンサート1980
ウィーンフィル・ニューイヤーコンサート1980(ドイツ語: Neujahrskonzert der Wiener Philharmoniker 1980)は、ウィーン・フィルハーモニー管弦楽団による1980年のニューイヤー・コンサート。指揮はロリン・マゼールが務めた（初登場)。

## 概要
- ニューイヤー・コンサートの指揮を25年にわたって務めてきたウィリー・ボスコフスキーは、病気のため前年1979年をもってニューイヤー・コンサートの指揮を勇退した。ボスコフスキーの後を受け継ぐ指揮者が注目されたが、ウィーン・フィルとの関係が強く、1982年からウィーン国立歌劇場の総監督就任が決定しており、ヴァイオリンの名手としても知られるロリン・マゼールが、オーストリア人以外で初めてニューイヤー・コンサートの指揮台に立つことになった。マゼールはこの後、1986年まで7年連続して指揮台に立っている。

## 演奏曲目

### 第１部
- 喜歌劇「こうもり」序曲 (ヨハン・シュトラウス2世)
- 新ピチカート・ポルカ Op.449 (ヨハン・シュトラウス2世)
- 常動曲 Op.257（ヨハン・シュトラウス2世)
- ワルツ「ウィーン気質」Op.354（ヨハン・シュトラウス2世）

### 第２部
- 喜歌劇「天国と地獄」序曲（ジャック・オッフェンバック）
- ワルツ「朝の新聞」 Op.279（ヨハン・シュトラウス2世）
- ポルカ・マズルカ「蜃気楼」 Op.330（ヨハン・シュトラウス2世）
- 山賊のギャロップ Op,378（ヨハン・シュトラウス2世）
- 喜歌劇「こうもり」より「チャルダッシュ」（ヨハン・シュトラウス2世）
- 皇帝フランツ・ヨーゼフ1世救命祝賀行進曲（ヨハン・シュトラウス2世）
- ワルツ「水彩画」 Op.258（ヨーゼフ・シュトラウス）
- ポルカ・シュネル「短いことづて」 Op.240（ヨーゼフ・シュトラウス）

### アンコール
- ポルカ・シュネル「気も晴ればれと」 Op.386（カール・ミヒャエル・ツィーラー）
- ワルツ「美しく青きドナウ」 Op.314（ヨハン・シュトラウス2世）
- ラデツキー行進曲 Op.228（ヨハン・シュトラウス1世）

## エピソード
- オーストリア人ではないロリン・マゼールがウィーン国立歌劇場の総監督に就任し、ニューイヤー・コンサートの指揮をすることについては、オーストリア国内の一部保守派と反ユダヤ主義者に強硬な反対意見があった。第2部冒頭の喜歌劇「天国と地獄」序曲の演奏中に、会場であるウィーン楽友協会ホール2階席から反対派がマゼールを非難するビラをまき散らしている[1]。これは、オッフェンバックの作品がニューイヤー・コンサートで初めて、しかもテレビ中継がなされる第2部の冒頭で演奏されたことにも関連している[1]。
- 指揮者とウィーン・フィル楽員が世界の聴衆に向けて新年の挨拶を行うようになった初めてのニューイヤー・コンサートである。また、ラデツキー行進曲で、観客の手拍子に指揮者がキューを出すようになった初めてのニューイヤー・コンサートでもある。

## 備考
- コンサートの模様がドイツ・グラモフォン技術陣によってデジタル録音によって収録され、コンサートから1年近く後の1980年初冬に同社からLPレコードが発売された。ワルツ「朝の新聞」、ワルツ「水彩画」がカットされている。